# Nächstebrecker Wasserturm

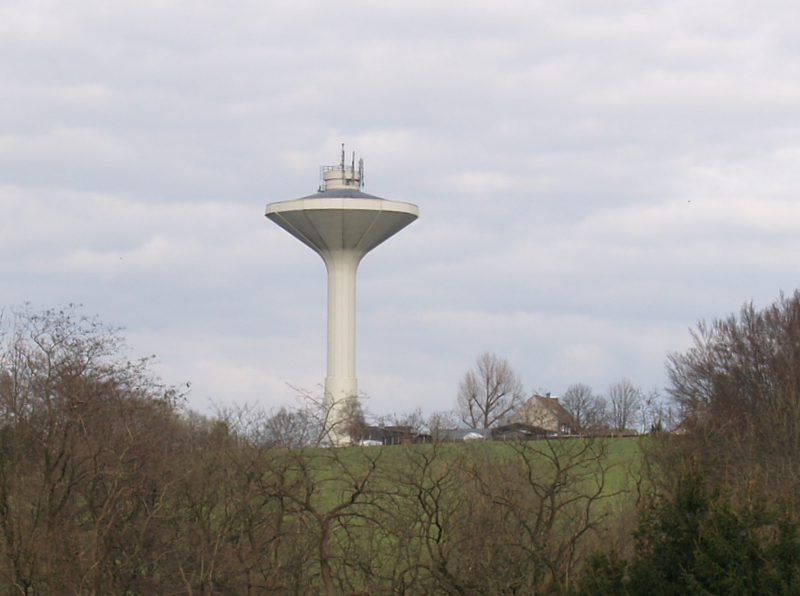
Der Nächstebrecker Wasserturm

Der Wasserturm Nächstebreck ist ein derzeit außer Betrieb befindlicher Wasserturm auf den Nordhöhen der bergischen Großstadt Wuppertal-Nächstebreck in Nordrhein-Westfalen.

## Lage
Der Turm steht im äußersten Nordosten der Stadt Wuppertal nahe der Stadtgrenze zu Sprockhövel im Stadtbezirk Oberbarmen (Wohnquartier Nächstebreck-Ost) an der Haßlinghauser Straße. Er befindet sich in der Nähe des Autobahnkreuzes Wuppertal-Nord, wo die drei Bundesautobahnen A 1, A 43 und A 46 aufeinandertreffen, bzw. der Autobahnanschlussstelle Wuppertal-Oberbarmen. Der Turm steht auf einer Höhe von etwa 310 Metern über Normalnull.

## Entstehung und Beschreibung
Der annähernd runde Turm wurde in den Jahren 1974/1975 in Betonbauweise errichtet. Die Höhe beträgt 53,15 Meter (ohne Antennen) und ist eine weithin sichtbare Landmarke, die die Silhouette des nördlichen Wuppertaler Stadtgebiets prägt. Der Turmschaft besitzt einen Durchmesser von gut 5 m, der des Wasserbehälters beträgt 28,70 m. Er besitzt ein Fassungsvermögen von insgesamt 1540 m³ und besteht aus zwei unterschiedlich großen Kammern (sogenannten „Tassen“) mit einem Inhalt von 1250 m³ bzw. 290 m³. Für den Fall, dass an einer Kammer Wartungsarbeiten durchgeführt werden, steht weiterhin die andere Kammer für die Wasserversorgung zur Verfügung.
Bei der Erbauung des Turmes wurde der Wasserbehälter am Boden erstellt und danach durch ein sog. „ziehendes Heben“, d. h. mittels eines Krans an dem Turmschaft hinaufgezogen.
Er ist praktisch entstehungs- und baugleich mit den Lichtscheider Wasserturm, der 1975 auf dem Lichtscheid, der höchsten Erhebung der Südhöhen in Wuppertal erbaut wurde und leicht mit diesem verwechselt wird. Lediglich der untere Turmschaft weist – im Gegensatz zu dem Zwillingsturm auf Lichtscheid- eine deutliche Verstärkung auf.

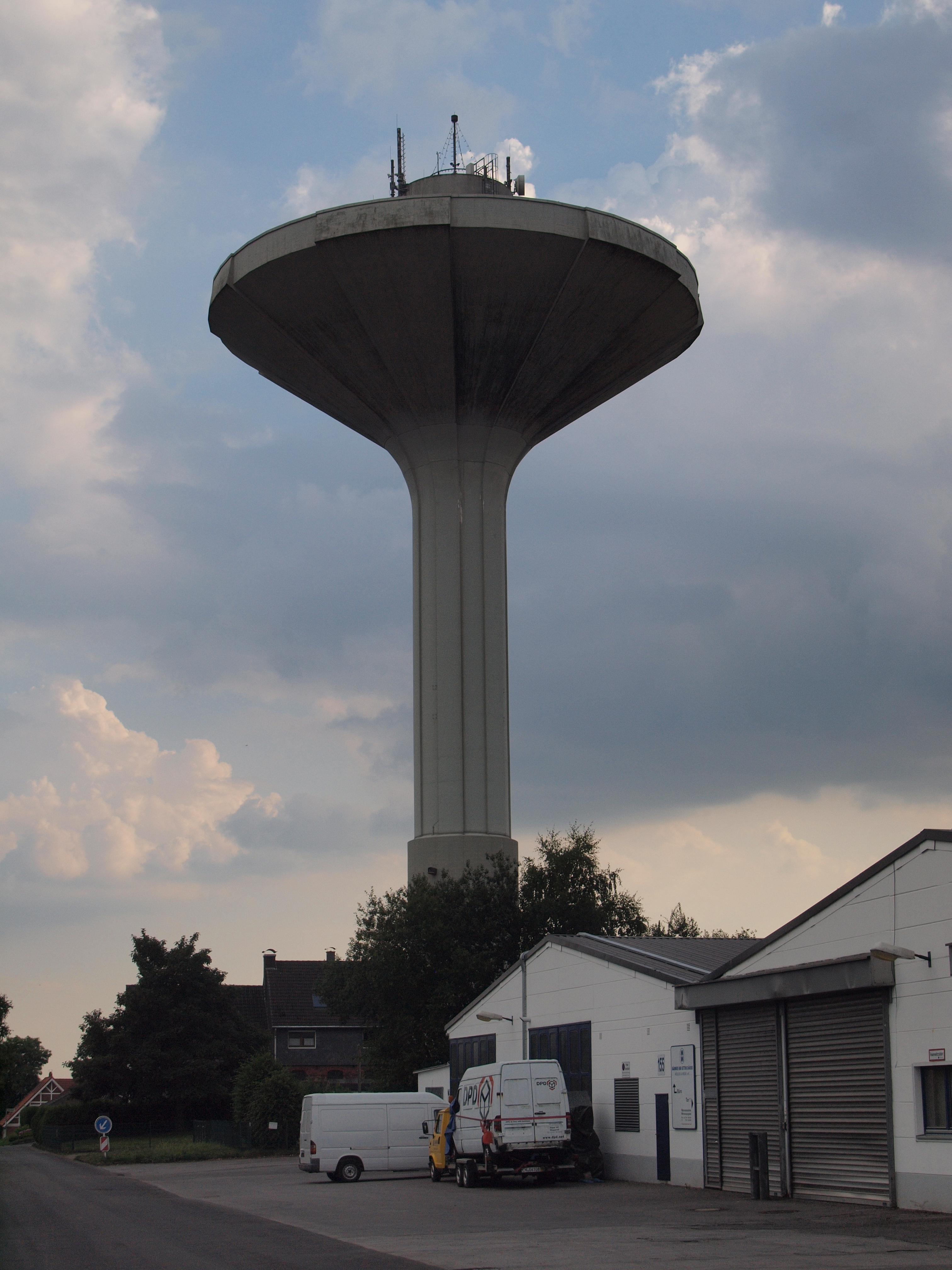

## Nutzung
Der Wasserturm befand sich bis Anfang 2013 im Betrieb und stellte (neben weiteren Anlagen im Wasserversorgungsnetz) die Wuppertaler Trinkwasserversorgung insbesondere im Nordosten des Stadtteils Barmen sicher. Er wird von den Wuppertaler Stadtwerken, die auch für das Wasserver- und Entsorgungsnetz in Wuppertal zuständig sind, unterhalten. Das Wasser stammte in erster Linie aus der Herbringhauser Talsperre und wird im dortigen Wasserwerk aufbereitet sowie ergänzungsweise aus der Dhünntalsperre.
Zu Beginn des Jahres 2013 wurde der Wasserturm vorläufig außer Betrieb gestellt, da er sanierungsbedürftig ist. Eine Entscheidung, ob eine Sanierung erfolgen wird, steht seitens der Wuppertaler Stadtwerken noch aus.
Mittlerweile wurde der Turm vom Trinkwassernetz de WSW getrennt, eine Sanierung wurde aus wirtschaftlichen Gründen verworfen.
Der Wasserturm wurde im Juli 2024 von den WSW verkauft und befindet sich nun in Privatbesitz.